# John Britton (mathématicien)
Pour les articles homonymes, voir Britton.
John Leslie Britton (1927-1994) est un mathématicien britannique qui travaille en théorie combinatoire des groupes et est un spécialiste du problème du mot pour les groupes.
Britton est membre de la London Mathematical Society et en est le secrétaire de 1973 à 1976.
Il est mort dans un accident d'escalade sur l'île de Skye.